# Johann Christian Hundeshagen

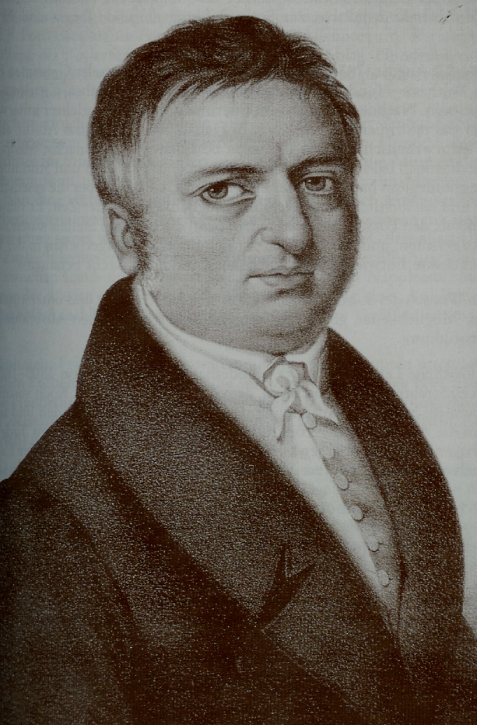
Johann Christian Hundeshagen

Johann Christian Hundeshagen, född 10 augusti 1783 i Hanau, död 10 februari 1834 i Giessen, var en tysk skogsman, far till teologen Karl Bernhard Hundeshagen.
Hundeshagen trädde 1807 i kurhessisk tjänst som distriktsföreståndare. År 1818 blev han professor i Tübingen, 1821 förflyttad till Fulda som direktör för ett nyinrättat skogsinstitut och 1824 till Giessen i samma egenskap. 
Hundeshagen var en idérik personlighet, men även något stridbar; han hävdade starkt naturvetenskapernas betydelse som grundval for en rationell skogsdrift. Utanför Tyskland blev han mest känd genom den av honom uppställda formeln för vedavkastningen i en driftsklass, den så kallade procentmetoden, enligt vilken avverkningen skall utgöra en bestämd bråkdel av driftsklassens hela vedförråd.